# كأس ألمانيا 2003–04
كأس ألمانيا 2003–04 (بالألمانية: DFB-Pokal 2003/04)‏ هو الموسم 61 من كأس ألمانيا. أشرف على تنظيمه اتحاد ألمانيا لكرة القدم، وكان عدد الأندية المشاركة فيه 64، وفاز فيه فيردر بريمن.